# Sergio Goycochea
Sergio Javier Goycochea (* 17. říjen 1963 Zárate, Buenos Aires) je bývalý argentinský fotbalový brankář.
S argentinskou fotbalovou reprezentací získal stříbrnou medaili na mistrovství světa 1990. Na tomto turnaji byl federací FIFA zařazen do all-stars týmu. Byl členem soupisky i na světovém šampionátu roku 1994. Dvakrát s reprezentací vyhrál mistrovství Jižní Ameriky (Copa América), a to v letech 1991 a 1993, jednou Konfederační pohár (1992). Celkem za národní tým odehrál 44 utkání.
S River Plate roku 1986 získal Pohár osvoboditelů a následně i Interkontinentální pohár. V sezóně 1985/86 s ním vyhrál argentinskou ligu. S Millonarios se stal mistrem Kolumbie (1988), s Club Olimpia mistrem Paraguaye (1993).
Roku 1990 byl vyhlášen argentinským fotbalistou roku.